# Remlingen (Remlingen-Semmenstedt)
Remlingen ist ein Ortsteil der Gemeinde Remlingen-Semmenstedt im Landkreis Wolfenbüttel. Remlingen ist ein alter Bergarbeiterort an der Asse.

## Geografie
Remlingen liegt etwa 12 km südöstlich der Kreisstadt Wolfenbüttel in der Remlinger Lößmulde, eines Teil-Naturraums des Ostbraunschweigischen Hügellands.

## Geschichte
Im Jahr 1022 wird der an der Südspitze der Asse gelegene Ort Remlingen zum ersten Male in der schriftlichen Überlieferung erwähnt, und zwar als Remninge. In den nächsten Jahren erscheinen immer wieder mal andere Schreibweisen des Ortes, wie beispielsweise Ramnigge, Remnigge, Remmelinghe, Remminghe usw. Im Jahr 1359 tritt die heute übliche Schreibweise Remlingen auf. Das Pfarrdorf Remlingen war Sitz einer Superintendentur mit Aufsicht über die Pfarren von Semmenstedt, Hedeper, Seinstedt, Winnigstedt, Achim, Kissenbrück, Neindorf, Groß Denkte und Groß Biewende. Der Berghauptmann und Stallmeister Georg Engelhard von Löhneysen betrieb bis Ende des 16. Jahrhunderts eine bedeutende Buchdruckerei, in der herzogliche Schriften und Arbeiten über das Bergwesen gedruckt wurden. Der Edelhof  der von Löhneyseschen Familie steht in der Rittermatrikel. Vor dem Dorf stand eine zum Gut gehörende hölzerne Bockwindmühle.
Der Kanton Remlingen bestand von 1807 bis 1813 im Distrikt Braunschweig im Departement der Oker im Königreich Westphalen und wurde durch das Königliche Decret vom 24. Dezember 1807 gebildet.
Von besonderer Bedeutung für Remlingens Entwicklung war der Asseschacht, der ab 1898 abgeteuft wurde. 1906 wurde mit der Errichtung der Schachtanlage begonnen. In den Jahren 1908 bis 1926 wurde vor allem das carnallitische Kalilager nördlich des Schachtes abgebaut. Die Kali-Rohsalzförderung wurde später zugunsten des Steinsalzes beendet. Im Jahr 1964 wurde der Betrieb des Werkes eingestellt. Nach seiner Stilllegung wurde der Schacht zur Forschungsstätte und Endlagerungsstätte für radioaktive Rückstände ausgebaut. Das Ortswappen bezeugt diese Entwicklung: Im Blau eine goldene Spitze mit blauem Schlegel und blauem Eisen, schräg gekreuzt, stellt den Bergbau dar, oben rechts ein goldenes Zahnrad steht für Gewerbe, Industrie und Handwerk, oben links eine goldene Pflugschar für Landwirtschaft und Garten.
Am 1. März 1974 wurden die Gemeinden Groß Biewende und Klein Biewende eingegliedert. Zum 1. November 2016 wurden auf Beschluss des Niedersächsischen Landtages die beiden Gemeinden Remlingen und Semmenstedt zur neuen Gemeinde Remlingen-Semmenstedt zusammengefasst.

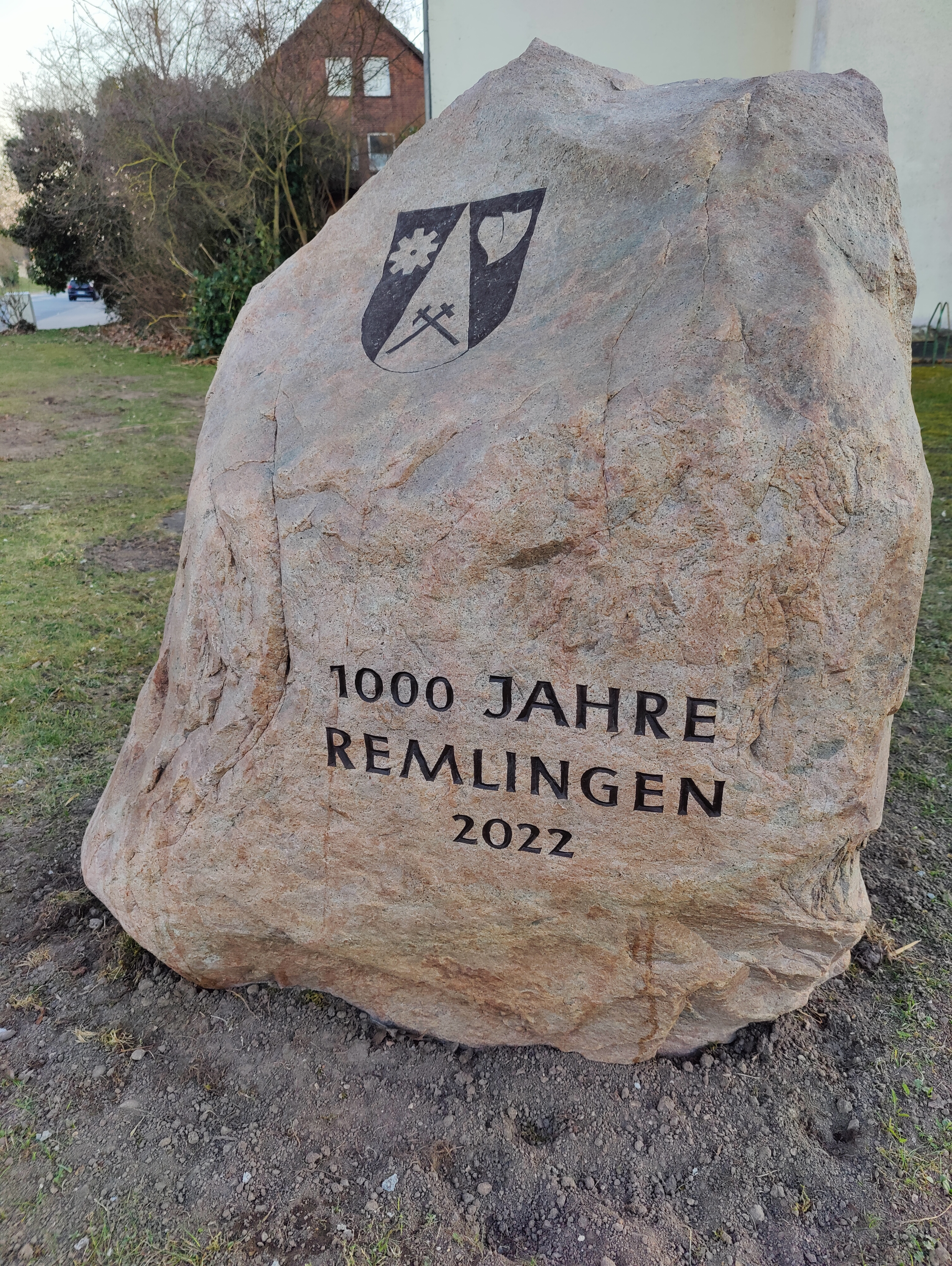
Gedenkstein (2025)

Im März 2025 wurde nachträglich ein Gedenkstein anlässlich der 1000-Jahr-Feier in Remlingen aufgestellt.

## Politik
Seit dem 1. November 2016 ist Remlingen ein Ortsteil der Gemeinde Remlingen-Semmenstedt.
Der letzte Remlinger Gemeinderat, der am 10. September 2006 gewählt wurde, setzte sich wie folgt zusammen:
- CDU 5 Sitze
- SPD 8 Sitze

(Stand: Kommunalwahl am 10. September 2006)
Letzter Bürgermeister war Klaus-Günter Warnecke (SPD). Ortsvertrauensfrau war Heike Wiegel (SPD).
Die Gemeinde Remlingen-Semmenstedt ist Teil der Samtgemeinde Elm-Asse die am 1. Januar 2015 aus einem Zusammenschluss der Samtgemeinde Asse und Samtgemeinde Schöppenstedt entstanden ist.

## Kultur und Sehenswürdigkeiten

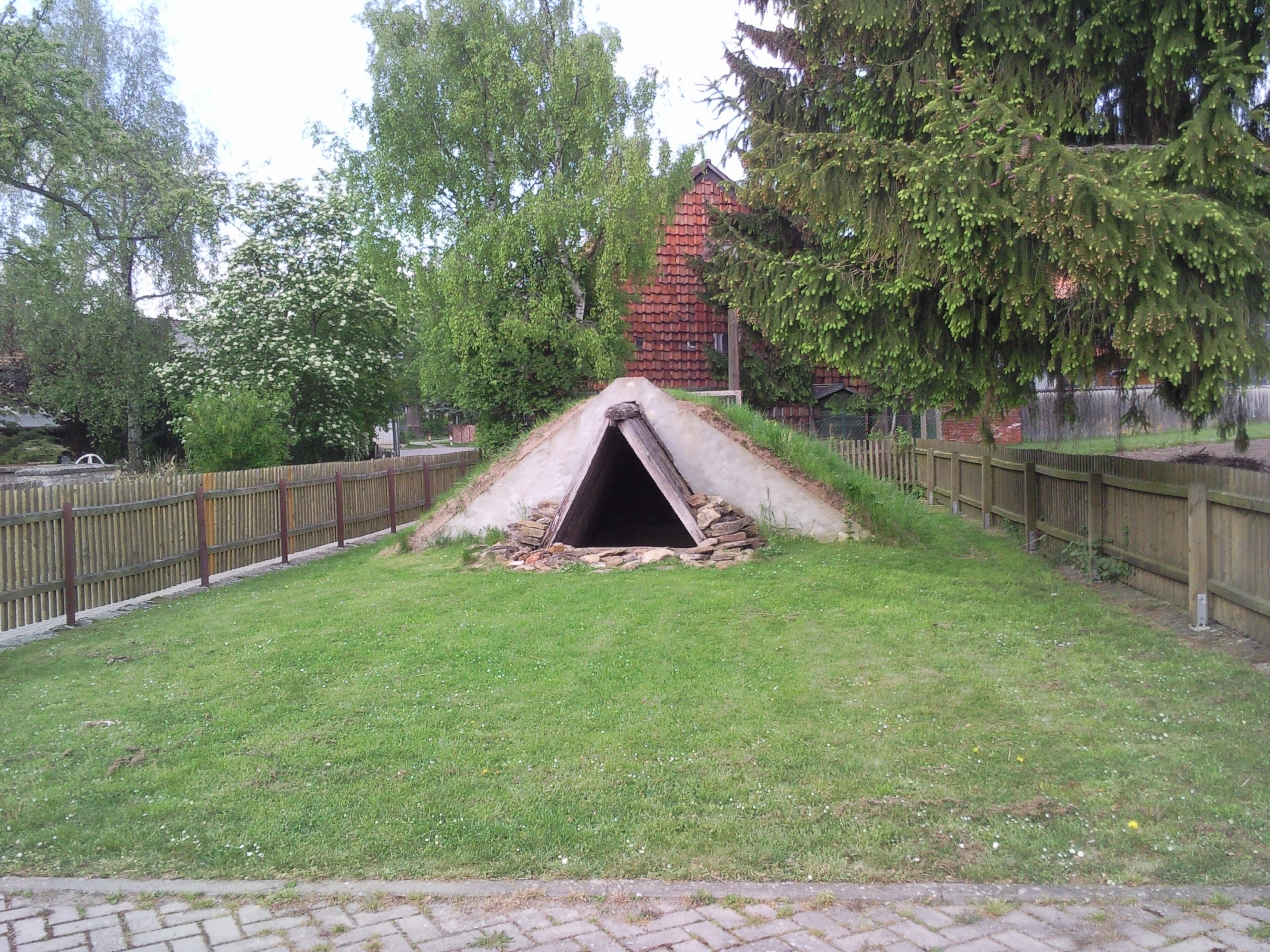
Rekonstruktion der Mauerkammer in Remlingen

- Die romanische Dorfkirche von Remlingen bestand bereits im Jahr 1234, wurde nach Erweiterungen 1508 und Restaurierung 1772 im Zweiten Weltkrieg schwer beschädigt und später wieder hergerichtet.[6]
- 1987 entdeckte der Remlinger Ortsheimatpfleger Norbert Koch bei einer Feldbegehung auf dem Hohberg die Mauerkammer von Remlingen. 1997 durchgeführte Ausgrabungen wiesen ein  Mauerkammergrab nach. Im niedersächsischen Nordharzvorland konnte dieser Grabtyp hier erstmals nachgewiesen werden. Mit der noch bis zu 50 cm hohen Einfassungsmauer aus ortsfremden Gesteinen, der Steinpflasterung und den deutlich erkennbaren Resten von verkohltem Holz des eingestürzten Daches boten sich gute Möglichkeiten zur Rekonstruktion der Mauerkammer, die in Remlingen erfolgte.

## Wirtschaft und Infrastruktur

### Unternehmen
Mitte 2007 wurde mit dem Bau einer Biogasanlage in der Feldmark an der Kreisstraße 20 in Richtung Klein Vahlberg begonnen. Die Turbinenleistung soll bei 550 kWh liegen und im Winter öffentliche Gebäude sowie ein ansässiges Unternehmen beheizen. Im Sommer wird durch den ORC-Prozess ein Teil der erzeugten Wärme in elektrische Energie umgewandelt und ins Netz eingespeist. Mit einer kleinen Restwärme will man das Schwimmbad beheizen. Betreiber ist die Greenvironment GmbH in Berlin.

### Bildung
Im Jahr 1961 wurde in Remlingen, in mehreren Bauabschnitten, das erste Schulgebäude errichtet. In den Jahren zuvor mussten die Schüler in das heutige Verwaltungsgebäude der Samtgemeinde Asse gehen und zusätzlich den heutigen Gemeinderaum der Kirche als zweiten Klassenraum nutzen. Auf Grund von steigenden Schülerzahlen wurde 1970/1971 das Schulgebäude ausgebaut. Im Jahr 1972 entstand die Turnhalle.
1999 wurden durch einen Neuanbau sechs weitere Klassenräume geschaffen. Der Vorderteil des Altbaus wird heute ausschließlich von der Grundschule benutzt. Der zum Sportplatz ausgerichtete Altbau sowie der Neuanbau wurde von der Haupt- und Realschule genutzt.
Im Jahr 2003 wurden seitens der Politik die Orientierungsstufen abgeschafft. 2004 begann man in Remlingen, die Schule wieder auszubauen. Es entstand ein Neubau, der sich über drei Stockwerke erstreckt und unter anderem auch noch Platz für naturwissenschaftliche Räumlichkeiten enthält. Die vorrangige Nutzung dieser Räume war den fünften bis sechsten Klassen vorbehalten.
Die Schule beteiligt sich ebenfalls an regionalen Projekten wie: dem Comenius-Programm, der Umweltschule und dem Austausch mit den Franzosen.
In den Jahren 2004 und 2006 erhielt die Schule das Prädikat der Umweltschule. Mitte des Jahres 2007 wurden Solarzellen auf dem Hauptdach der Schule in Betrieb genommen. 2008 erfolgt ein direkter Anschluss an die neu erbaute Biogasanlage, die zusätzlich auch das Schwimmbad und andere Gebäude in Remlingen beheizen und in den Sommermonaten mit Strom versorgen soll.

### Verkehr

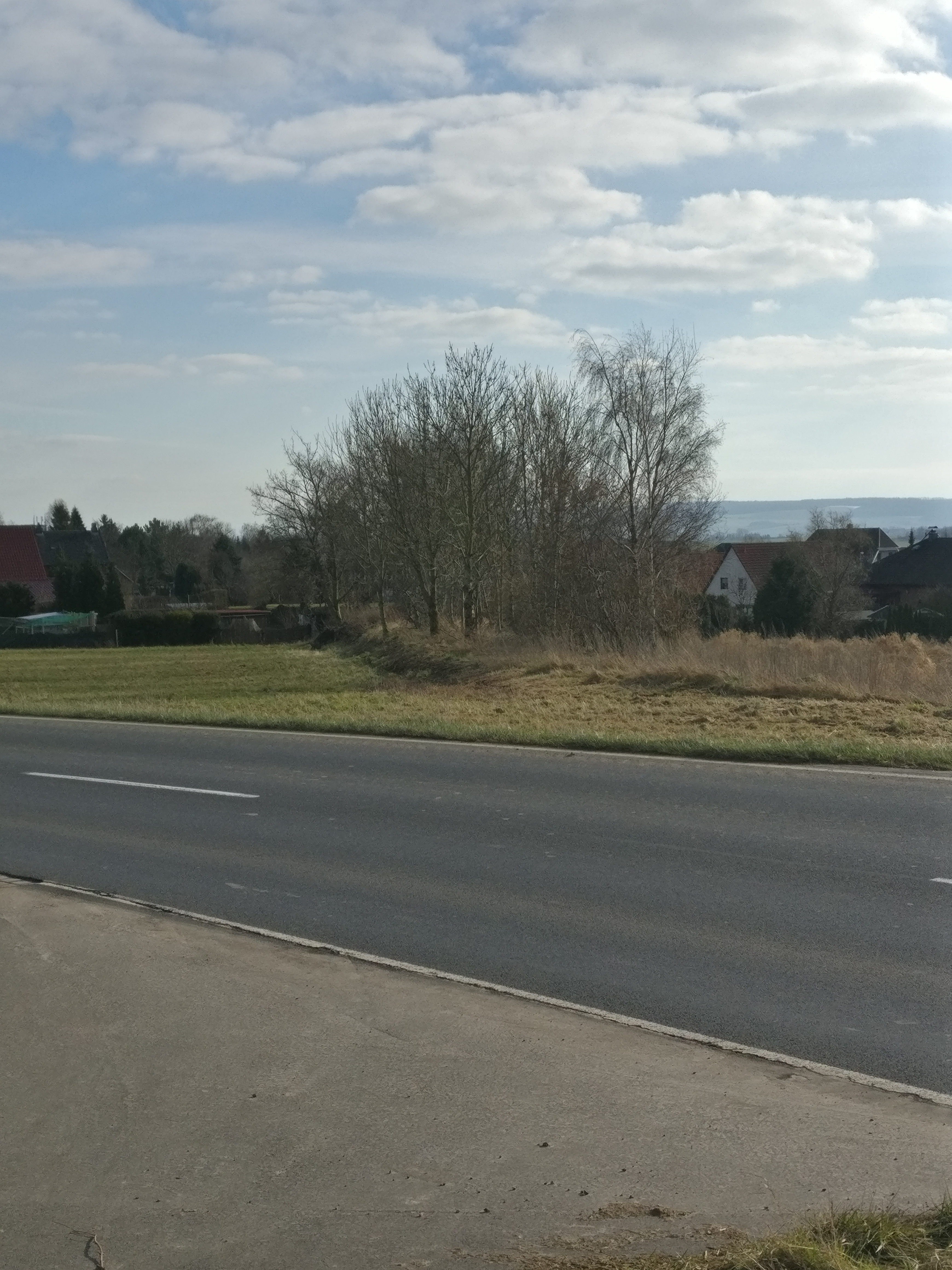
Ehemalige Bahndamm vor dem Ortseingang aus Richtung Wolfenbüttel. Davor die Bundesstraße 79.

Das Herzöglich Braunschweigisch-Lüneburgische Staatsministerium ermächtigte sein Eisenbahn-Kommissariat am 22. August 1898 zum Bau einer eingleisigen, normalspurigen Nebeneisenbahn von Braunschweig zu den Endpunkten Mattierzoll und Schöningen. Am 30. Mai 1900 erfolgte für die 72 Kilometer lange Strecke der erste Spatenstich und ab dem 15. Februar 1902 konnten die ersten Personenzüge fahren. Remlingen hatte einen Haltepunkt. Die Strecke wurde von der Braunschweig-Schöninger Eisenbahn AG bis Sommer 1971 betrieben, allerdings ab 1954 nur noch mit Güterzügen. Die Bahn wurde im Volksmund Bimmel-Lutchen genannt.
Die Bundesstraße 79 von Wolfenbüttel in Richtung Halberstadt verläuft direkt durch den Ort. Neben dem Ort verläuft die Kreisstraße 20 nach Klein Vahlberg. Auf der anderen Seite vom Remlingen führt die Landstraße 513 über Klein Biewende, Groß Biewende, Kissenbrück und endet in Ohrum.

## Persönlichkeiten
- Franz Ernst Christian Schaper (1807–1852), Jurist, Präsident der braunschweigischen Landstände